# Stenophatna
Stenophatna är ett släkte av fjärilar. Stenophatna ingår i familjen ädelspinnare.
Kladogram enligt Catalogue of Life:
| Stenophatna | \| \| Stenophatna libera \| \| \| \| \| \| Stenophatna marshalli \| \| \| \| \| \| Stenophatna proxima \| \| \| \| |
|             | \| \| Stenophatna libera \| \| \| \| \| \| Stenophatna marshalli \| \| \| \| \| \| Stenophatna proxima \| \| \| \| |
|             | Stenophatna libera                                                                                                 |
|             | |
|             | Stenophatna marshalli                                                                                              |
|             | |
|             | Stenophatna proxima                                                                                                |
|             | |